# ケンちゃんの晩めし前!
ɗケンちゃんの晩めし前!（けんちゃんのばんめしまえ）はテレビ東京（関東地方のみ）・BSジャパンで放送されていたミニ番組。法律・経済について説明する番組。アニメーション。放映時間は毎週月曜から金曜の17:20 - 17:25（以降、時間表記はすべてJST）。2006年10月に放送開始。字幕放送は地上波のみ実施。
2008年3月31日に終了。

## 番組内容
- 円ケンイチ（架空の人物）が法律・経済などを説明する内容。アニメーションである（ただし声優が不明）。
- 最後に説明した事は、「国富」であった。　最後、ケイコが出番が少ないと文句をつけて、ケンイチがそれに小言を言って終った。

## 登場人物
- 円ケンイチ：案内人(?)。眼鏡をかけた少年。小学四年生、10歳。
- 円ケイコ：ケンイチの姉。おてんば。中学三年生、14歳。
- 円ケイゾウ：ケンイチの祖父。パソコンが得意で野次馬。78歳。
- 円トミコ：ケンイチの母。35歳。
- 円ケイスケ：ケンイチの父。会社員。出張が多いため、あまり登場しない。42歳。
- レイ:円家とは親戚（？）らしい。 父は、勤める会社の社長らしい。

## 舞台
舞台は円家のリビングのみである。 家に関することと人物に関することは、
- リビングのテレビは07年9月までは、黒のブラウン管テレビ。　以後は、液晶テレビ。
- ケイゾウのパソコンはwindows vistである。 ケンイチのパソコンは、本人いわく「古い」らしい。
- 円家には、車がない。ただし、車がないにもかかわらずETCを買おうとしたことがある。
- ケイスケのケータイはオサイフケータイ対応らしい。トミコのは、90年代のPHS（?）。ケイゾウのは、AQUOSケータイである。
- 隣の家は「タカハシさん」（作品未登場）
- ケイゾウいわく円家の屋根の瓦は自分（ケイゾウ）で焼いたらしい。
- トミコは、過去勤めていた会社の調理大会でコロッケで何回か優勝したらしい。退社後も出場のオファーが来たらしい。
- ケイコの部屋はかなり散らかっているらしい。逆にケンイチは、本が溢れかえっているらしい。
- ケイゾウは、「セカンドライフ（インターネットゲーム）」をしており、その中で、小谷真生子の追っかけをしている。
- トミコの学生時代はケイコと顔がそっくりである。そのことに関してケイコはショックをうけている。

以上のことは、登場人物の発言をまとめたものである。

## スポンサー
- 日本経済新聞社（一社提供　地上波･BSとも）

## 製作
- 製作著作：テレビ東京
- 製作協力：日経映像